# Rubén Gigena
Rubén Darío Gigena (ur. 2 października 1980 w Bahía Blanca) – argentyński piłkarz pochodzenia włoskiego występujący na pozycji napastnika, obecnie zawodnik Uniónu de Villa Krause.

## Kariera klubowa
Gigena pochodzi z miasta Bahía Blanca i jest wychowankiem tamtejszego skromnego, szóstoligowego zespołu Club Libertad, gdzie początkowo występował na pozycji środkowego pomocnika, a w późniejszym czasie został przesunięty do linii ataku. W wieku czternastu lat był obiektem zainteresowania kilku klubów z pierwszej ligi, ostatecznie przechodząc do drużyny Newell’s Old Boys z siedzibą w mieście Rosario, gdzie po pięciu latach gry w młodzieżowych zespołach został włączony do treningów pierwszej ekipy. W argentyńskiej Primera División zadebiutował 9 kwietnia 2000 w wygranym 3:2 meczu z Lanús, natomiast premierowego gola strzelił już dwa dni później, w wygranej 4:1 konfrontacji z Argentinos Juniors. Nie potrafił sobie jednak wywalczyć pewnego miejsca w składzie drużyny, przez co po kilkunastu miesiącach odszedł do boliwijskiego klubu The Strongest z miasta La Paz. Barwy tego zespołu reprezentował z sukcesami przez półtora roku, będąc jednym z najlepszych strzelców ligi, a także zdobywając dwa mistrzostwa Boliwii – w sezonie Apertura 2003 i Clausura 2003. Wziął również udział w pierwszym międzynarodowym turnieju w karierze, Copa Libertadores, z którego odpadł już w fazie grupowej.
Wiosną 2004 Gigena przeszedł do jednego z czołowych paragwajskich zespołów, Club Libertad ze stołecznego miasta Asunción. Tam nie potrafił sobie wywalczyć miejsca w wyjściowej jedenastce i wystąpił w zaledwie czterech ligowych spotkaniach, ani razu nie wpisując się na listę strzelców. Pomógł drużynie Libertadu zdobyć wicemistrzostwo Paragwaju, mimo iż jego barwy reprezentował przez pierwsze pół roku, po czym odszedł do meksykańskiego drugoligowca Cruz Azul Oaxaca, pełniącego funkcję filii pierwszoligowej ekipy Cruz Azul. W wiosennym sezonie Clausura 2005 wywalczył tytuł króla strzelców drugiej ligi meksykańskiej z siedemnastoma bramkami na koncie, a pół roku później, w rozgrywkach Apertura 2005, dotarł ze swoją drużyną do dwumeczu finałowego Primera División A. W Cruz Azul Oaxaca występował przez dwa lata i z 46 golami na koncie jest najlepszym strzelcem w krótkiej historii nieistniejącego już klubu. W lipcu 2006 przeszedł do innego klubu z zaplecza najwyższej klasy rozgrywkowej w Meksyku, Indios de Ciudad Juárez, gdzie jednak nie potrafił nawiązać do strzeleckiej formy z poprzednich sezonów i występował w nim przez rok bez żadnych sukcesów.
Latem 2007 Gigena powrócił do Paragwaju, podpisując umowę ze stołecznym Cerro Porteño. Tam również pełnił rolę rezerwowego i przez pół roku pobytu w tym klubie wystąpił w kilku spotkaniach fazy play-off. Pewne miejsce w wyjściowej jedenastce miał za to zapewnione w kolejnym klubie, Sportivo Luqueño, w barwach którego plasował się w czołówce najskuteczniejszych graczy paragwajskiej Primera División. Po kolejnych sześciu miesiącach zasilił chilijską drużynę Audax Italiano ze stołecznego Santiago, gdzie mimo słabego początku już w wiosennym sezonie Apertura 2009 został wicekrólem strzelców tamtejszej Primera División. Latem 2009 został piłkarzem beniaminka ligi Arabii Saudyjskiej, Al-Qadisiyah FC, jednak po kilku miesiącach rozwiązał swój dwu- i półroczny kontrakt z powodu kłopotów finansowych klubu. W styczniu 2010 powrócił do Chile, gdzie znalazł zatrudnienie w Santiago Wanderers, gdzie notował przeciętne występy i nie przedłużono z nim opiewającej na rok umowy. Słabą formę prezentował również w kolejnym klubie, Deportes Iquique, także grającym w chilijskiej Primera División.
Wiosną 2012 Gigena po niemal dziesięciu latach występów za granicą powrócił do ojczyzny, gdzie przez parę miesięcy reprezentował barwy swojego macierzystego zespołu, amatorskiego Club Libertad, występującego w lidze regionalnej. W połowie tego samego roku podpisał za to kontrakt z czwartoligowym Uniónem de Villa Krause.

## Kariera reprezentacyjna
W 1997 roku Gigena został powołany przez selekcjonera José Pekermana do reprezentacji Argentyny U-17 na Młodzieżowe Mistrzostwa Ameryki Południowej w Paragwaju. Tam był rezerwowym zawodnikiem swojej kadry, która zanotowała cztery zwycięstwa, remis i dwie porażki, zajmując ostatecznie drugie miejsce w decydującej, drugiej fazie rozgrywek, dzięki czemu zdołała zakwalifikować się na Mistrzostwa Świata U-17 w Egipcie. Sam Gigena nie znalazł się jednak w składzie na światowy czempionat juniorów, z którego argentyńska drużyna odpadła ostatecznie w ćwierćfinale.